# 毛桂榮
毛 桂榮（もう けいえい、MAO Guirong、1965年 - ）は、日本在住の中国人政治学者である。中華人民共和国・江蘇省出身。
2022年現在、明治学院大学法学部教授。専門は現代日本の行政と政治である。研究テーマは比較行政、電子政府。

## 学歴
- 復旦大学国際政治学部政治学科卒業
- 名古屋大学大学院法学研究科修了。
- 1993年11月、法学博士号(政治学)取得。

## 著書
- 『日本の行政改革－制度改革の政治と行政』、青木書店、1997年1月